# Kalifornské pobřežní pásmo
Kalifornské pobřežní pásmo, také Kalifornské pobřežní hřbety (anglicky California Coast Ranges) je 650 km dlouhé horské pásmo v Kalifornii, na západním pobřeží Spojených států amerických. Rozkládá se od Klamatských hor na severu, podél pobřeží Tichého oceánu, k příčné hrásti, kterou tvoří pohoří Transverse Ranges na jihu. Kalifornské pobřežní pásmo se orograficky dělí na dvě části: Severní pobřežní pásmo (Northern Coast Ranges) a Jižní pobřežní pásmo (South Coast Ranges). Hranici tvoří Sanfranciský záliv.
Kalifornské pobřežní pásmo je součástí Pacifického pobřežního pásma, které se rozkládá od Aljašky až do severního a středního Mexika.

## Geologie

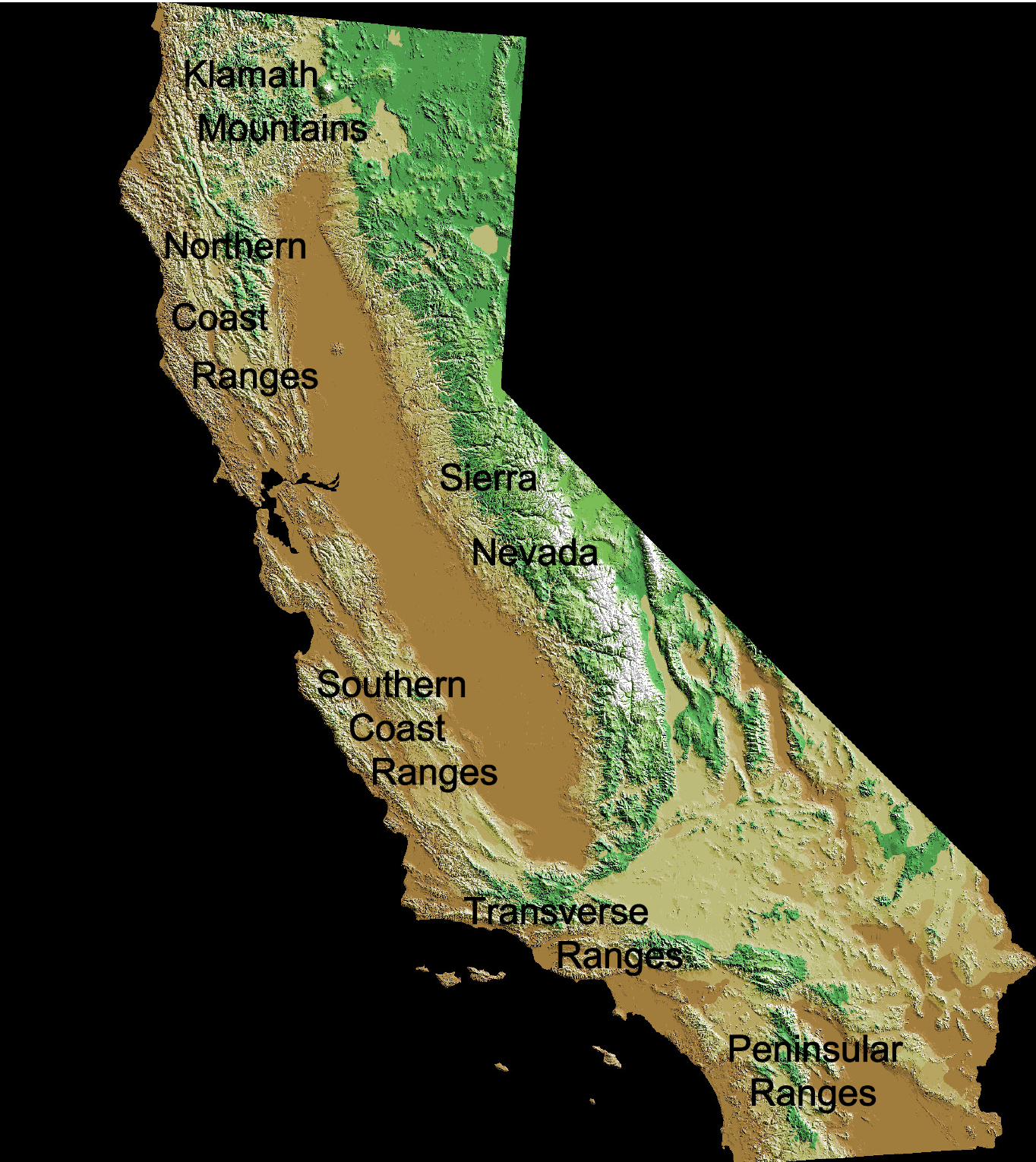
pohoří v Kalifornii

Kalifornské pobřežní pásmo je tvořeno různorodými horninami, různého geologického stáří. Většina hornin pochází z období třetihor, křídy a jury. Nejvíce jsou v horském pásmu zastoupeny sedimenty. Na mnoha místech jsou pak sedimenty prostoupeny magmatickými horninami, jak láva v období tektonického neklidu, pronikala do různých prasklin a trhlin původního horského systému. V dalším období prošlo pohoří procesy vrásnění a zlomů, které dotvořily současný vzhled.

## Severní pobřežní pásmo

### Geografie

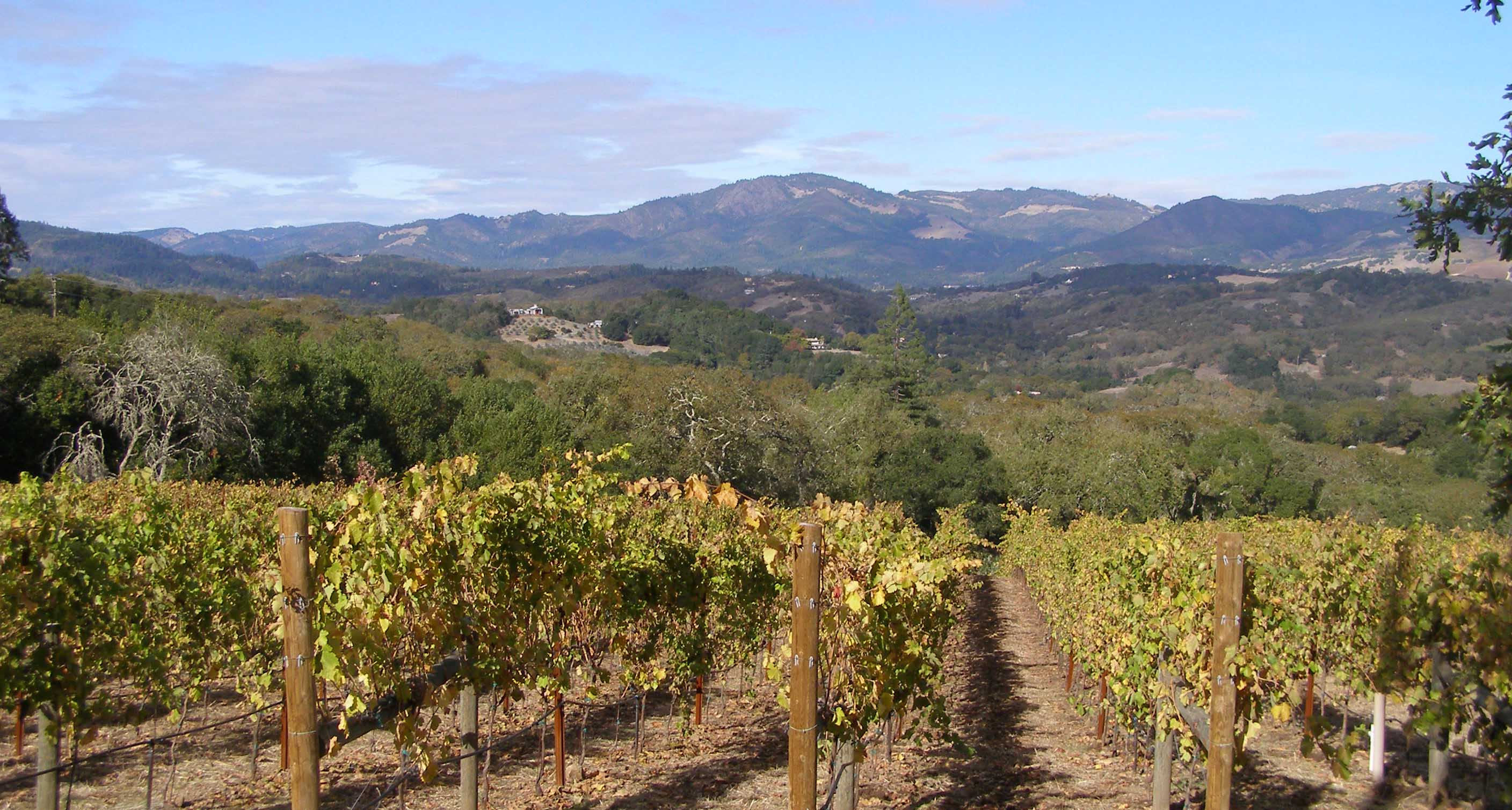
pohoří Mayacamas Mountains

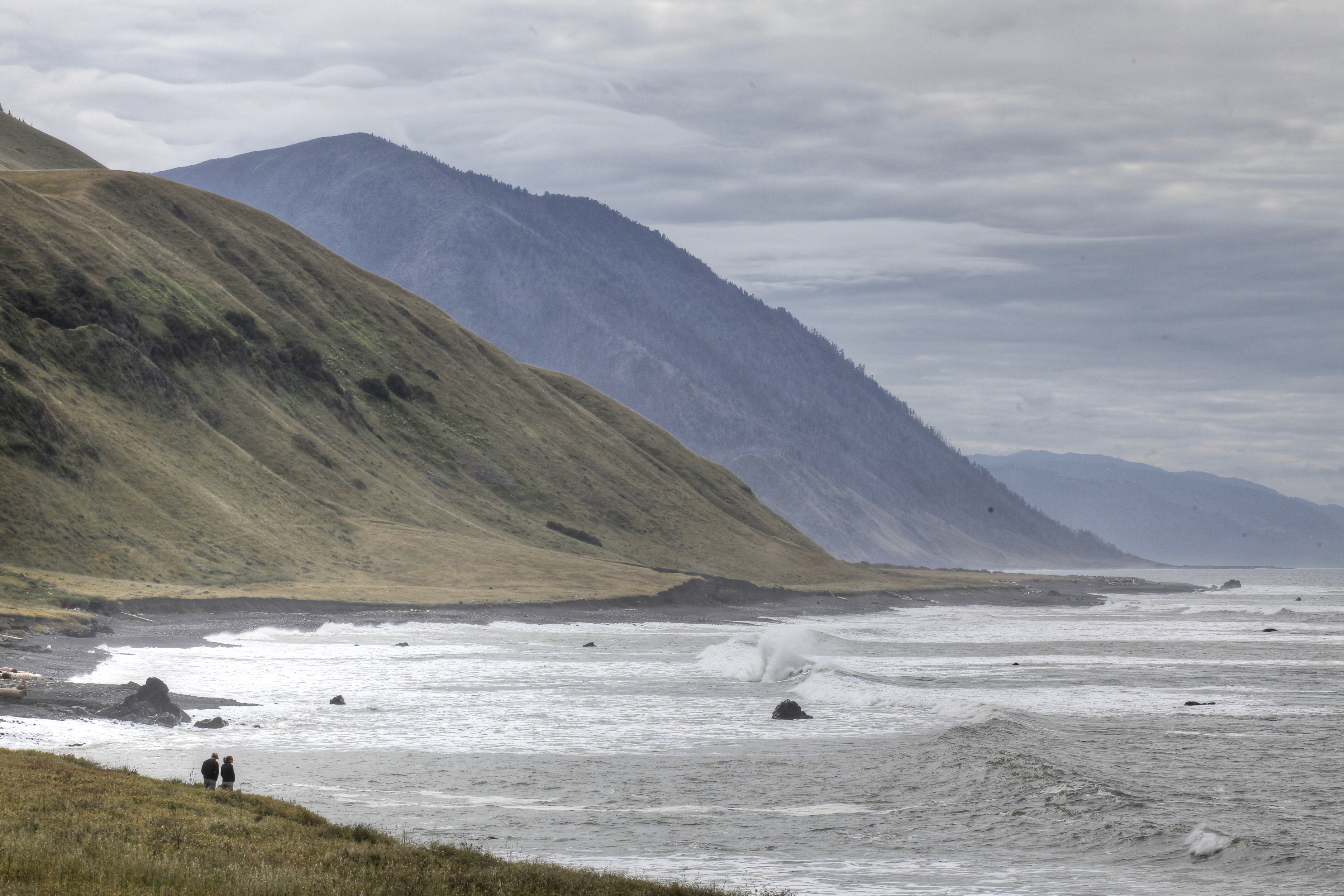
King Range

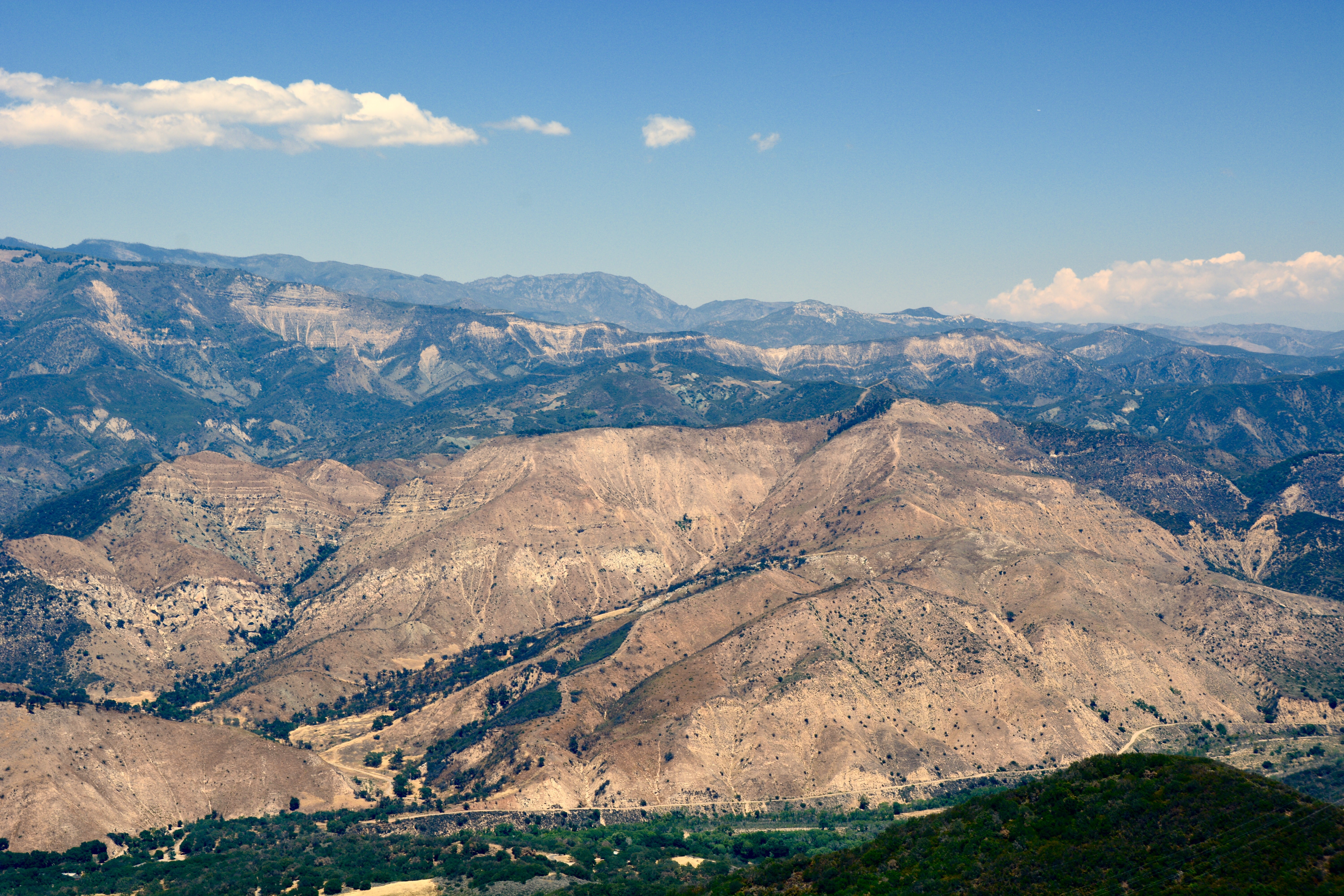
Sierra Madre Mountains

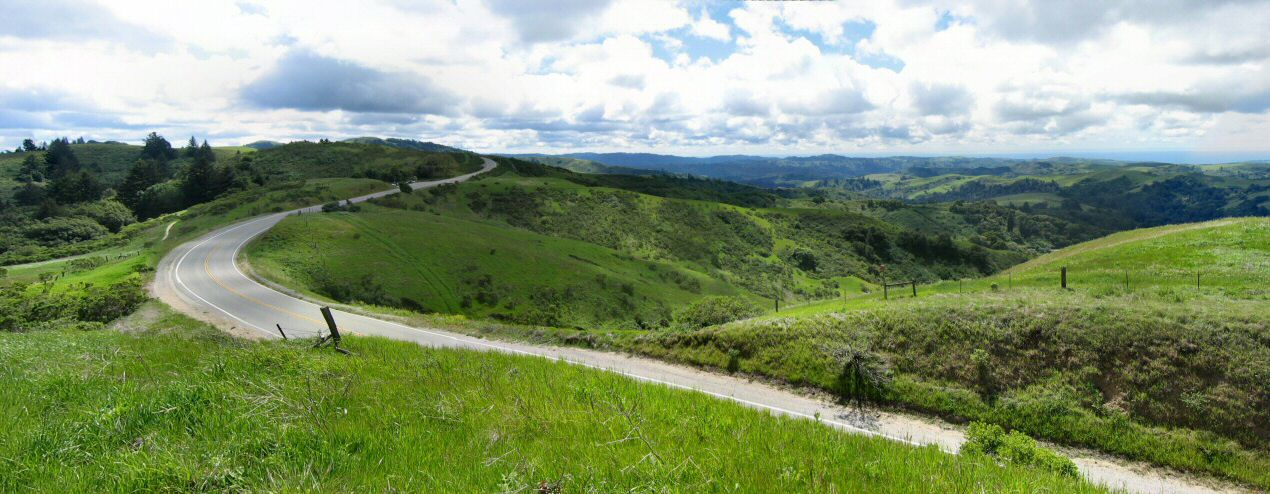
pohoří Santa Cruz Mountains

Severní část Kalifornského pobřežního pásma (Northern Coast Ranges) se rozkládá od řeky Klamath v Klamatských horách na severu až k Sanfranciskému zálivu na jihu. Na východě odděluje horské pásmo od pohoří Sierra Nevada údolí Sacramento Valley, součást Velkého kalifornského údolí. Severní pobřežní pásmo se skládá ze dvou rovnoběžných horských pásem rozdělených řadou údolí. Západní, vnější část (Outer Northern Coast Ranges) leží při pobřeží Tichého oceánu. Má šířku okolo 30 km a má charakter spíše vysočiny. Vrcholy leží ve výškách 600 až 800 m, místy ale dosahují i k 1 400 m. Severní část údolí odvodňuje řeka Eel, jižní část Russian River. Ve východní, vnitřní části (Inner Northern Coast Ranges), Severního pobřežního pásma leží nejvyšší bod Kalifornského pobřežního pásma Mount Linn (2 467 m).

### Flora a fauna
V oblasti rostou sekvoje vždyzelené a douglasky tisolisté. Ve vnitrozemské, vnitřní části, která je sušší, rostou stálezelené smíšené lesy, keře a křoviny. Lesy tvoří například endemický kalifornský černý dub (Quercus kelloggii), borovice Coulterova nebo borovice těžká. Nejrozšířenějším živočichem v oblasti je jelenec černoocasý.

### Horská pásma
- Bald Hills
- Shelton Buttes
- King Range
- Chalk Mountains
- Mendocino Range
- Mayacamas Mountains
- Sonoma Mountains
- Marin Hills

## Jižní pobřežní pásmo

### Geografie
Jižní pobřežní pásmo (Southern Coast Ranges) se rozkládá od Sanfranciského zálivu na severu po Santa Barbara County, respektive Transverse Ranges na jihu. Na západě leží Tichý oceán, na východě údolí San Joaquin Valley, které je součástí Velkého kalifornského údolí. Stejně jako severní část, je Jižní pobřežní pásmo rozdělené na dvě rovnoběžná horská pásma: vnější (Outer Southern Coast Ranges) ležící na západě při Tichém oceánu a vnitřní (Inner Southern Coast Ranges) ležící na východě při San Joaquin Valley. Horská pásma odděluje střední a jižní část Sanfranciského zálivu a údolí Salinas Valley. Nejvyšší horou Jižního pobřežního pásma je Junipero Serra Peak (1 787 m) v pohoří Santa Lucia Range.

### Flora a fauna
Oblast má středomořské podnebí. Rostou zde především jehličnaté lesy, smíšené stálezelené lesy, dále se zde nachází savany s dominantními porosty dubů, pastviny a oblasti s neprostupnými porosty keřů a křovin. Na severozápadě, ve vlhčích oblastech, rostou sekvoje vždyzelené, dále borovice těžké a douglasky tisolisté. Na nejvýše položených místech v pohoří Santa Lucia rostou pazeravy a borovice těžké. Na přímořských skalnatých svazích rostou vzácné jedle kalifornské. K nejvíce se vyskytujícím živočichům náleží jelenec černoocasý a jelenec kalifornský.

### Horská pásma
- Berkeley Hills
- Santa Cruz Mountains
- Sierra de Salinas
- Gabilan Range
- Diablo Range
- Santa Lucia Range
- La Panza Range
- Temblor Range
- Caliente Range
- Sierra Madre Mountains[3]